# Station Nodahanshin
Station Nodahanshin (野田阪神駅, Nodahanshin-eki) is een metrostation in de wijk Fukushima-ku, Osaka, Japan. Het wordt aangedaan door de Sennichimae-lijn. Het station vormt het beginpunt van de deze lijn. Het station ligt tussen de stations Ebie (JR Tozai-lijn) en Noda (Hanshin-lijn) in en is met beide verbonden door middel van wandelgangen.

## Treindienst

### Sennichimae-lijn(stationsnummer S11)
| 1 | ■ Sennichimae-lijn | richting Awaza, Namba, Tsuruhashi en Minami-Tatsumi |
| 2 | ■ Sennichimae-lijn | Aankomstperron                                      |

## Geschiedenis
Het station werd in 1969 geopend aan de Sennichimae-lijn.

## Overig openbaar vervoer
Bussen van Hanshin.

## Stationsomgeving
- Station Ebie voor de JR Tozai-lijn
- Station Noda voor de Hanshin-lijn
- Hoofdkantoor van Hanshin
- Hoofdkantoor van Naris Cosmetica
- Hoofdkantoor van Kokando (wierookproducent)
- WISTE (winkelcentrum van Hanshin)
  - Jasco (supermarkt)
- Yamada Denki (elektronicahandel)
- Stadsdeelkantoor van Fukushima
- Politiebureau van Fukushima
- Bibliotheek van Fukushima
- Kentucky Fried Chicken
- McDonald's
- Tsutaya
- Autoweg 2

Nodahanshin · Tamagawa · Awaza · Nishi-Nagahori · Sakuragawa · Namba ·  Nippombashi · Tanimachi Kyūchōme · Tsuruhashi · Imazato · Shin-Fukae · Shōji · Kita-Tatsumi · Minami-Tatsumi